# سمكة المهرج العمانية
سمكة المهرج العمانية (الإسم العلمي:Amphiprion omanensis)، هو نوع من الأسماك يتبع جنس سمكة المهرج من فصيلة البوماسنتريدي. تستوطن المناطق الضحلة في المحيط الهندي والبحر الأحمر.